# Hernán Daniel Santana Trujillo
Hernán Daniel Santana Trujillo (Breña Baja, 26 agosto 1990) è un calciatore spagnolo, centrocampista svincolato.

## Caratteristiche tecniche
È un centrocampista difensivo.

## Carriera
Ha giocato nella prima divisione spagnola con il Las Palmas e nella seconda divisione spagnola sia con il Las Palmas che con lo Sporting Gijón; ha inoltre giocato nella prima divisione indiana con il Mumbai City.

## Palmarès

### Club

#### Competizioni nazionali
- ISL Shield: 1

Mumbai City: 2020-2021
- Indian Super League: 1

Mumbai City: 2020-2021